# Calosoma (Calodrepa)
Calosoma (Calodrepa) – podrodzaj chrząszczy z rodziny biegaczowatych, podrodziny Carabinae i rodzaju Calosoma.

## Taksonomia
Takson ten wprowadzony został w 1866 roku przez Wiktora Moczulskiego. W 1876 roku Joseph Jean Baptiste Géhin wyznaczył jego gatunkiem typowym Carabus scrutator, opisanego w 1775 roku przez Johana Christiana Fabriciusa. Do podrodzaju tego zalicza się cztery opisane gatunki:
- Calosoma (Calodrepa) aurocinctum Chaudoir, 1850
- Calosoma (Calodrepa) scrutator (Fabricius, 1775)
- Calosoma (Calodrepa) splendidum Dejean, 1831
- Calosoma (Calodrepa) wilcoxi LeConte, 1848

## Morfologia
Chrząszcze te osiągają od 17 do 35 mm długości ciała. Wierzch ciała mają zwykle ubarwiony głównie metalicznie zielono lub niebiesko, czasem z elementami złotymi, fioletowymi, czerwonymi lub purpurowymi, tylko w niektórych populacjach C. wilcoxi spotyka się osobniki o wierzchu ciała bardziej matowym i ubarwionym ciemnobrązowo lub czarniawoniebiesko. Pokrywy są wyraźnie szersze od przedplecza i mają 16 wypukłych międzyrzędów o jednakowych wysokościach i szerokościach, wyraźnie wydzielonych rzędami. Skrzydła tylnej pary są w pełni wykształcone. Samce C. wilcoxi mają odnóża środkowe o goleniach prostych lub lekko zakrzywionych, natomiast samce pozostałych gatunków mają te golenie wyraźnie łukowato wygięte i po wewnętrznej stronie wierzchołka ozdobione pędzlem czerwonych włosków. Genitalia samca mają edeagus o niezesklerotyzowanej liguli endofallusa.

## Ekologia i występowanie
Postacie dorosłe są aktywne nocą i za dnia, w tej pierwszej porze przylatując do sztucznych źródeł światła. Zarówno owady dorosłe jak i ich larwy są drapieżnikami żerującymi głównie na gąsienicach i poczwarkach motyli.
Takson ten jest szeroko rozprzestrzeniony w Nearktyce i północnej części krainy neotropikalnej. Jego zasięg rozciąga się od południowej Kanady przez Stany Zjednoczone, Meksyk, Portoryko, Kubę, Dominikanę, Haiti, Gwatemalę, Salwador i Honduras po Nikaraguę. C. scrutator jednokrotnie znaleziony został też na wybrzeżu Wenezueli, jednak wątpliwe by tworzył tam stabilną populację. C. wilcoxi introdukowano na Hawaje.